# Římskokatolická farnost Rozseč u Třešti
Římskokatolická farnost Rozseč u Třešti je územní společenství římských katolíků v rámci telčského děkanství brněnské diecéze s farním kostelem Nejsvětějšího Srdce Páně.

## Historie farnosti
První zmínka o obci pochází z poloviny 14. století. Kaple sv. Barbory zde byla postavena ve druhé polovině 18. století, několikrát byla opravována a přestavována. Na jejím místě pak byl roku 1908 postaven dnešní farní kostel.

## Duchovní správci
Farnost od postavení kostela spravují premonstráti z kláštera v Nové Říši. Posledním farářem žijícím na zdejší faře byl Evermod František Fanta OPraem. Po jeho smrti v roce 1971 je fara prázdná a bývá pronajímána. Do farnosti poté dojížděli excurrendo faráři především ze Staré Říše.Administrátorem excurrendo je od 1. března 2005 D. Mgr. Michael Alois Hladil OPraem.

## Bohoslužby
| Kostel                   | Místo           | Bohoslužba (den) | Hodina      | Poznámka     |
| ------------------------ | --------------- | ---------------- | ----------- | ------------ |
| Nejsvětějšího Srdce Páně | Rozseč u Třešti | neděle čtvrtek   | 11.00 18.00 | farní kostel |

## Aktivity ve farnosti
Dnem vzájemných modliteb farností za bohoslovce a bohoslovců za farnosti brněnské diecéze je 29. duben. Adorační den připadá na 17. května.
Ve farnosti se pravidelně koná tříkrálová sbírka. V roce 2017 se při sbírce vybralo v Rozseči 8 142 korun.